# 神奈川県情報サービス産業協会
一般社団法人神奈川県情報サービス産業協会（いっぱんしゃだんほうじんかながわけんじょうほうさーびすさんぎょうきょうかい　英文名称：Kanagawa Information services industry Association, 英文略称:KIA）は、略称を神情協（しんじょうきょう）といい、昭和62年に神奈川県の認可によって設立された業界団体である。
情報化の基盤整備、情報関連技術の開発促進等を行うとともに、変革を求められるビジネスモデルへの会員各社の対応を支援することにより、神奈川県内の情報サービス産業の健全な発展及び情報関連技術の水準の向上を図り、もって地域経済の発展及び公共福祉の増進に寄与することを目的に活動している。

## 委員会活動
神奈川県内を中心に、正会員・賛助会員が300社を超える神情協は、以下の委員会が中心に数多くの活動を行っている。

### 企業経営委員会
ビジネス分科会、経営革新分科会、会員交流分科会の3分科会で構成され、各種事業を推進している。

### 教育研修委員会
会員企業の人材育成の支援を目的に、ソフトウェア開発や、システム構築及びシステムの利用等に携わる技術動向の変化に対応できるような人材の育成支援を目指し、教育研修の企画・推進を行っている。

### 産学連携委員会
リクルート活動、インターンシップなど、産と学の出会いと親交をプロデュースしている。「大学向けＳＥ講座」は、会員各社が大学に講師を派遣し、業界の認知を深めている。

### 技術委員会
IT業界の最新技術動向を調査・発信している。
最大のイベント「技術セミナー」は、経営者・管理者・技術者向けに最新の技術動向などテーマに外部から講師を招き開催している。

### 労働福利委員会
労務管理、メンタルヘルス、スポーツ振興、レクレーションを中心に活動をしている。
会員企業に有益な情報を提供することはもちろん、従業員や従業員の家族を対象とした福利厚生事業を展開して喜ばれている。

### 広報委員会
協会の広報活動を行うことを目的とし、定期刊行物の紙面づくり、ホームページや月報を利用してタイムリーな情報発信を図ると共に、外部への広報活動も積極的に展開している。

### 横浜市交流委員会
明るく楽しく真剣に！をモットーに横浜市と二人三脚で、市内を活動の中心とし広報活動や合同事業等を行い、地域経済とのコラボレーションを通じて新たなIT産業の創造を目指すアーバン且つユニークな委員会。
毎秋にはその時々のテーマと横浜を融合させた｢横浜ITフォーラム｣を開催、また活動範囲は横浜市内に留まらず、横浜の持つネームバリューを活かして他県の情報産業協会との交流活動を活発に行い、協会本体へのフィードバックも欠かさぬよう年間を通じて活発な活動を行っている。

### 川崎市交流委員会
会員企業と川崎市や市内関連諸団体との橋渡しを目的とした委員会。
川崎市の支援により年２回の「市内施設見学」と「ビジネスフォーラムin かわさき」を実施し、川崎市からの依頼によりアジアを中心とした海外企業とのビジネス交流もおこなっている。
今後は川崎市主催の「新分野・新技術支援研究会」に参加し、異業種企業や大企業とのビジネス交流や他都市企業とのビジネス交流を会員企業に橋渡しできる体制を整えている。

### 女性活躍ダイバーシティ委員会
女性自身のキャリアアップを支援するとともに、活躍している女性や所属する企業の取り組みの紹介などを通じて企業経営にも有益な情報提供など、女性がIT業界で輝きながら働き続けるための様々な支援活動をおこなっている。

## 社会貢献活動

### 大学向けSE講座
会員各社から推薦され、SE講座講師認定審査会が面接を行い、神情協として認定された講師を大学に派遣している。
情報サービス産業を正しく知っていただくとともに、神情協発刊の「SEハンドブック」を教材に、第一線の技術者や経営者が、生の話を講義することで、学生にはまたとない社会教育となっている。
この講座は、一部大学を除き、神情協が費用負担する寄付講座で、2012年には12大学に広がっている。

## 沿革
1984年（昭和59年）　神奈川県情報処理産業協議会設立 

1987年（昭和62年）　社団法人神奈川県情報サービス産業協会発足（会長：伏見 章）

1996年（平成8年）　 会長交代（新会長：高村眞司）、組織を部会制に再編

1997年（平成9年）　 設立10周年記念式典開催、記念誌を発行

1997年（平成9年）　 創立10周年を記念し、県下の子供たちを対象とした「第１回夢絵コンテスト」を開催

2003年（平成15年）　会長交代（新会長：池田典義）、組織を委員会制に再編

2004年（平成16年）　大学向けSE講座を開始 

2006年（平成18年）　川崎市雇用創造促進事業「エコールIT」開始

2007年（平成19年）　会員数300社突破 

2009年（平成21年）　雇用促進事業「エコールITかながわ」「エコールITよこはま」を実施 

2011年（平成23年）　新公益法人制度により「一般社団法人」に移行

2013年（平成25年）　会長交代（新会長：常山　勝彦）、新役員体制発足

2017年（平成29年）　女性活躍ダイバーシティ委員会が名称変更（旧女性活用委員会）

2021年（令和3年） 　会長交代（新会長：坂井　満）

2022年（令和4年） 　事務局移転（横浜市神奈川区鶴屋町3-32-13　第２安田ビル8階）

## 事務局
〒221-0835 横浜市神奈川区鶴屋町3-32-13 第2安田ビル8階 